# Sistotrema citriforme
Sistotrema citriforme é uma espécie de fungo pertence à família Hydnaceae.